# Football Park
Football Park (attualmente noto come AAMI Stadium dal nome della compagnia d'assicurazioni che lo sponsorizza; colloquialmente detto Footy Park) è uno stadio di football australiano situato nel sobborgo di West Lakes di Adelaide, Australia Meridionale. È stato costruito nel 1973 dalla lega di football australiano del Sud Australia (SANFL) ed è ora il campo di gioco sia di Adelaide sia di Port Adelaide. Football Park è il quarto stadio di football australiano in termini di capienza, dopo l'Etihad Stadium (Melbourne), l'ANZ Stadium (Sydney) e il Melbourne Cricket Ground.